# Naturpark Fuentes Carrionas und Fuente Cobre-Montaña de Palencia

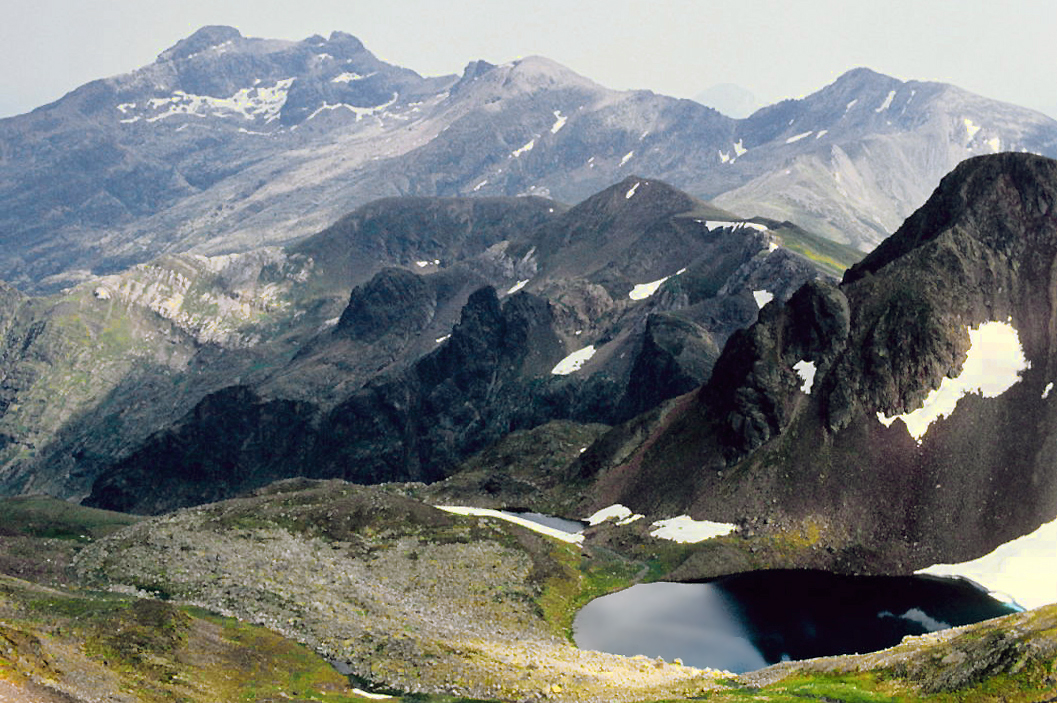
Bergstock der Fuentes Carrionas

Der Naturpark Fuentes Carrionas und Fuente Cobre-Montaña de Palencia ist ein im Jahr 2000 eingerichteter Naturpark im Norden Spaniens.

## Geografie und Geologie
Der Naturpark umfasst im Wesentlichen die Bergregionen der Montaña Palentina in der Provinz Palencia und angrenzende Gebiete. Das Gebiet ist geprägt von den über 2000 m hohen Karstbergen der Fuentes Carrionas, die in der Eiszeit von Gletschern bedeckt waren, deren letzte Spuren die kleinen Bergseen (lagunas) sind. Zwei regional bedeutende Flüsse entspringen im Naturpark – der ca. 290 km lange Río Pisuerga und sein Nebenfluss, der knapp 200 km lange Río Carrión.

## Orte

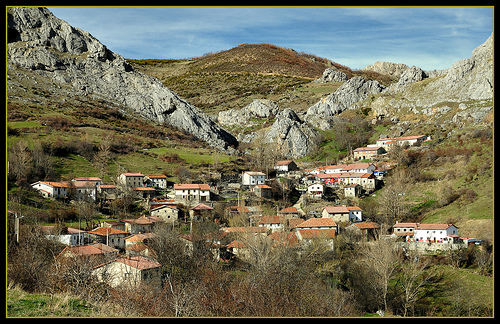
Santibañez de Resoba

Die Tallagen dienten früher als Sommerweiden im Rahmen der Transhumanz; seit dem Mittelalter sind sie dauerhaft bewohnt. Größter Ort ist die über 1000 m hoch gelegene Kleinstadt Guardo mit knapp 6000 Einwohnern; aber auch Bergdörfer wie Fresno de Río oder Mantinos mit jeweils über 100 Einwohnern sind zu nennen. Andere Gemeinden haben nur noch 30 bis 50 Einwohnern und sind vom Ende (despoblado) bedroht.

## Traditionelle Architektur
Viele romanische Kirchen sind erhalten; eine der schönsten ist San Salvador de Cantamuda.